# DBS & A Quadrilha
DBS  é um Rapper empresário do rap de Carapicuíba A sigla DBS faz menção simultâneamente ao nome do rapper Darci Braga de Souza que é o principal intérprete do grupo e ao nome Dinastia Black Social. O grupo foi fundado ainda em 1992, passando por diversar reformulações até chegar a sua formação atual.
Ganhou notoriedade junto com outros grupos da zona oeste da cidade de São Paulo quando foi convidado a íntegra família RZO que revelou nomes como Sabotage e Negra Li  RZO e com o apoio de figuras importantes do rap nacional como KL Jay e Sabotage. DBS segui sua história a primeira parceria de sucesso grupo de rap Apocalipse 16 na música só bam bam na sequência a música Piripac com RZO e Sabotage para álbum Don DJ Kl Jay do Racionais Mcs participou também do álbum de Estreia do Rapper Sabotage na música Respeito é pra que tem até chega no seu álbum de Estreia em 2003 O Clã da Vila vendendo mais 45.000 mil cópia do seu álbum de Estreia Revista Rollin Stone apontou o Rapper como criado de estilo e vocal próprio único assim chamado de estilo DBS que se diferencia um pouco do rap brasileiro convencional, com batidas e ritmos mais elaborados, um timbre de vocal único um estilo de rima que faz dele um criador porém sempre mantendo os versos voltados as periferias das grandes cidades brasileiras ao Rapper é apontado como divisor de grandes produções de vídeo clip de rap no Brasil com seu vídeo clip Qui Nem Judeu  com Direção de Alex Kundera é apontado por diretores como Kodzila como expiração para início de suas atividades

## Carreira
O grupo foi fundado em 1992, quando Darci Braga de Souza, idealizador do grupo, tinha como plano seguir carreira própria, mas ele aceitou que amigos seus também fizessem parte do grupo. Por ser o principal artista da banda, Darci recebeu a homenagem no nome da mesma, que passou a ser conhecida por DBS e a Quadrilha.
A carreira do grupo começou a engrenar em 1998, quando estabeleceu uma formação, e os integrantes foram convidados a participar do grupo RZO, este então que estava no auge, com nomes como Negra Li e Sabotage. Darci seguiu carreira solo por um tempo, onde lançou um álbum, e continuava a dar segmento no projeto paralelo, DBS e a Quadrilha. Ele teve participação como compositor em álbuns de outros artistas, como Rap é Compromisso!, de Sabotage; Antigas Idéias, Novos Adeptos, de Apocalipse 16; e Evolução é uma Coisa de RZO.
Em 2002, o grupo lançou um álbum intitulado O Clã da Vila, que contou com a participação de DJ Cia e Pregador Luo, o qual teve mais de 30 mil cópias vendidas. Por causa deste álbum, DBS tornou-se mais conhecido no Brasil inteiro, chegando até a ser indicado para o Prêmio Hutúz em 2003 como a Revelação do Ano.
Depois, DBS participou do seriado Turma do Gueto, com a música Vai na Fé, tendo sido a quarta mais tocada na principal rádio de rap do país. DBS e a Quadrilha começava a ganhar mais destaque e lançou em 2007 o seu segundo álbum, O Clã Prossegue, o qual teve participação de Rappin' Hood e DJ Cia. Este álbum também teve uma repercussão boa, chegando a figurar na lista dos cinco álbuns de rap mais vendidos no ano e a música Qui Nem Judeu foi a principal do CD, figurando em primeiro lugar em várias rádios.
Em 2007, Darci estampou juntamente com o rapper brasiliense Gog a capa da revista Rap.br. No mesmo ano, o grupo foi indicado ao Hutúz como o melhor "Grupo ou Artista Solo", onde acabou perdendo para GOG. Em 2009, foi indicado como uma das maiores revelações da década, mas acabou não sendo escolhido.
Em 2013, Lança o álbum Gordão  Chefe  com participação do Douglas, do Realidade Cruel; “Os inimigos estão próximo“, com participação do Emicida; e “Gordão nunca tá só”, que conta com participação do Slow das Ruas e que ganhou clipe recentemente, o novo CD conta com inúmeras outras participações de peso: Edi Rock, Ice Blue, Helião, Black Alien, Projota, Rael, Flora Matos, entre outros álbum estreiou em segundo lugar Top álbum rap hip Hop do ITunes esse álbum o sucesso do álbum levou o Rapper DBS a se convidado pela Marca internacional PUMA a fazer aparte da sua campanha mundial Suor não tem cor com outro grande da música e do esporte como a jogadora Marta O Jogado seleção Italiana Mário Balotelli a campanha esteve presente em todos país que marca tá presente DBS foi um dos embaixadores na emissora Fox Sporte Programa Boa Tarde Copa DBS e Presidente da Puma no Brasil e Presidente Gravadora Bagua Records deram o chute início na campanha no Brasil , em 2015 DBS em parceria marca Hocks lançou sua Collab de tênis em parceria com skatista Marcelo Formiga e viu seu Cap Boné uma Collab com marca americana Starter ser usada pela super modelo internacional Cara Delevingne usado seu produto em seu ensaio para vogue Brasil nesse em 2017 Rapper trabalha novo Álbum previsto para 19 de maio intitulado Quantas vezes não me achei.

## Discografia
- O Clã da Vila (2003)
- O Clã Prossegue (2007)
- Gordão Chefe (2013)